# Juan A. Olalde
Juan A. Olalde war ein uruguayischer Politiker.
Olalde, der der Partido Nacional angehörte, saß in der 28. Legislaturperiode als Abgeordneter für das Departamento Montevideo vom 15. Februar 1923 bis zum 14. Februar 1926 in der Cámara de Representantes.

## Zeitraum seiner Parlamentszugehörigkeit
- 15. Februar 1923 – 14. Februar 1926 (Cámara de Representantes, 28.LP)